# PTS-12

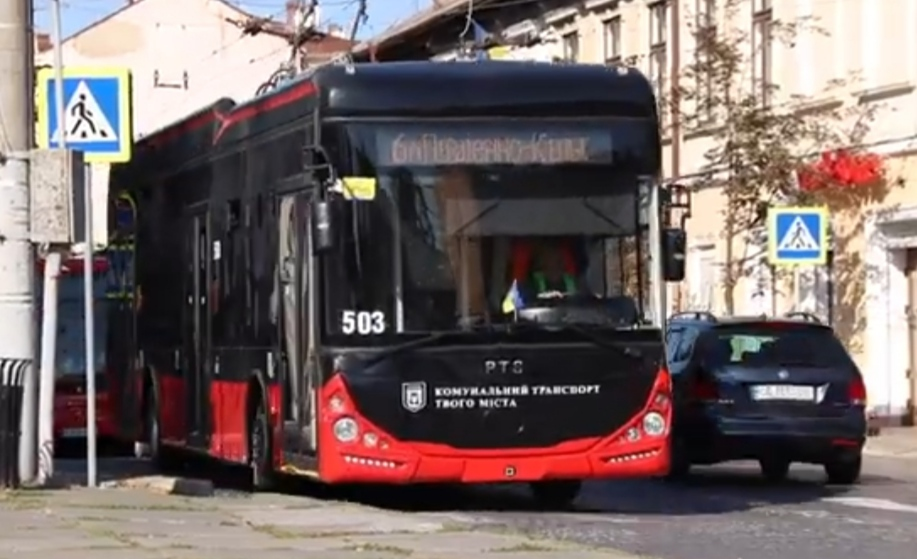
Тролейбус PTS T12309 на вулиці Чернівців

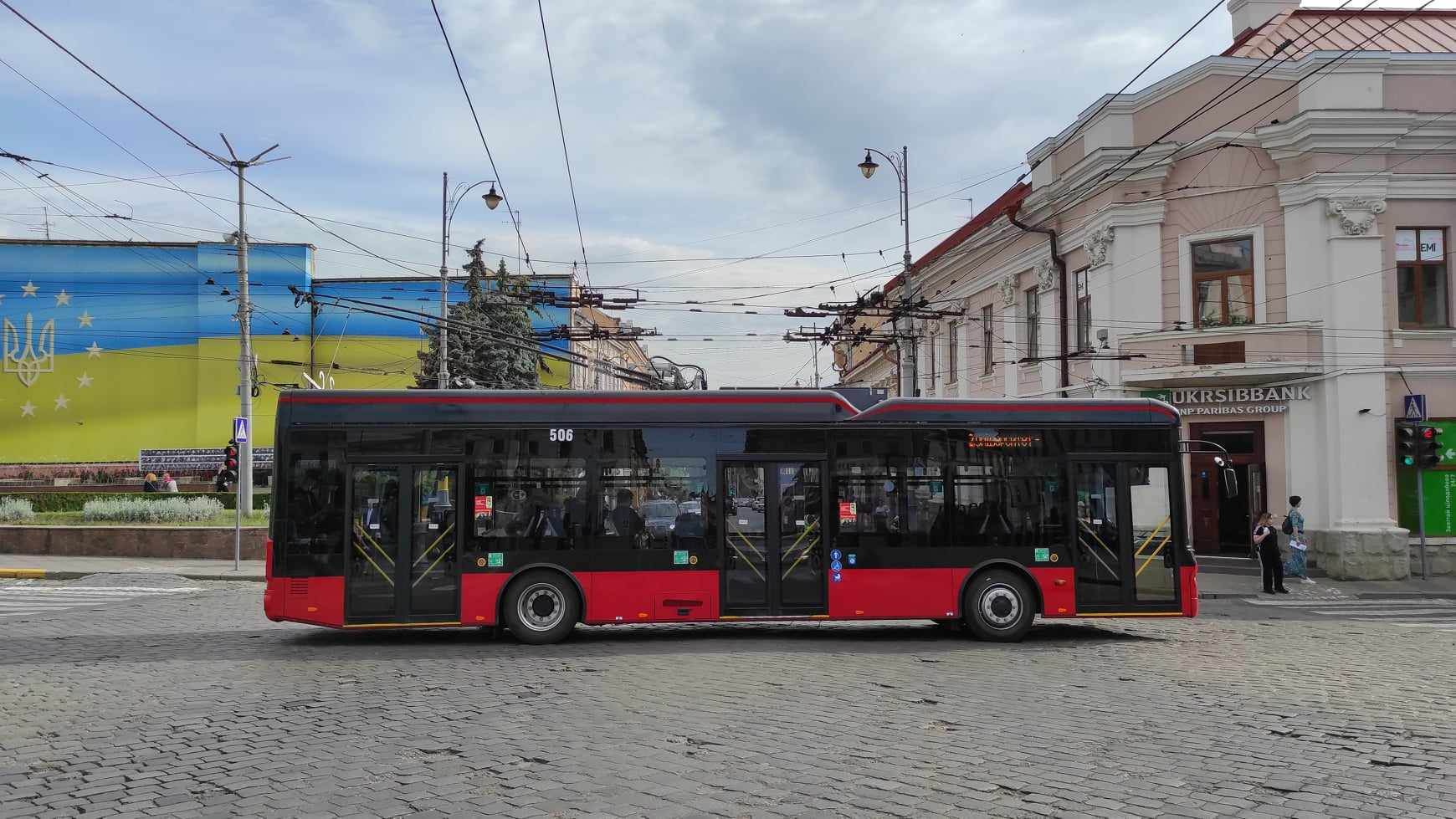
Тролейбус PTS на вулиці Чернівців

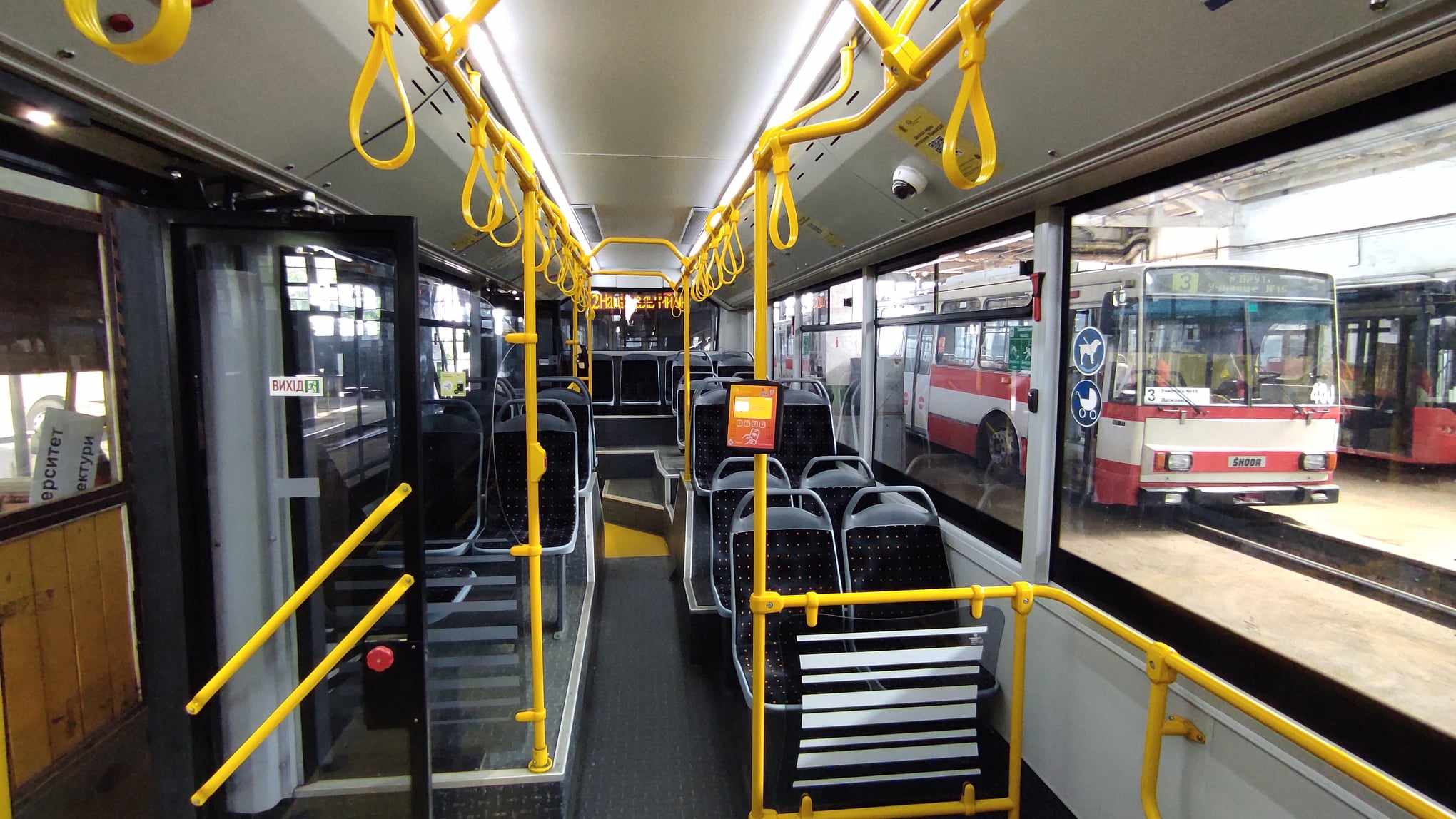

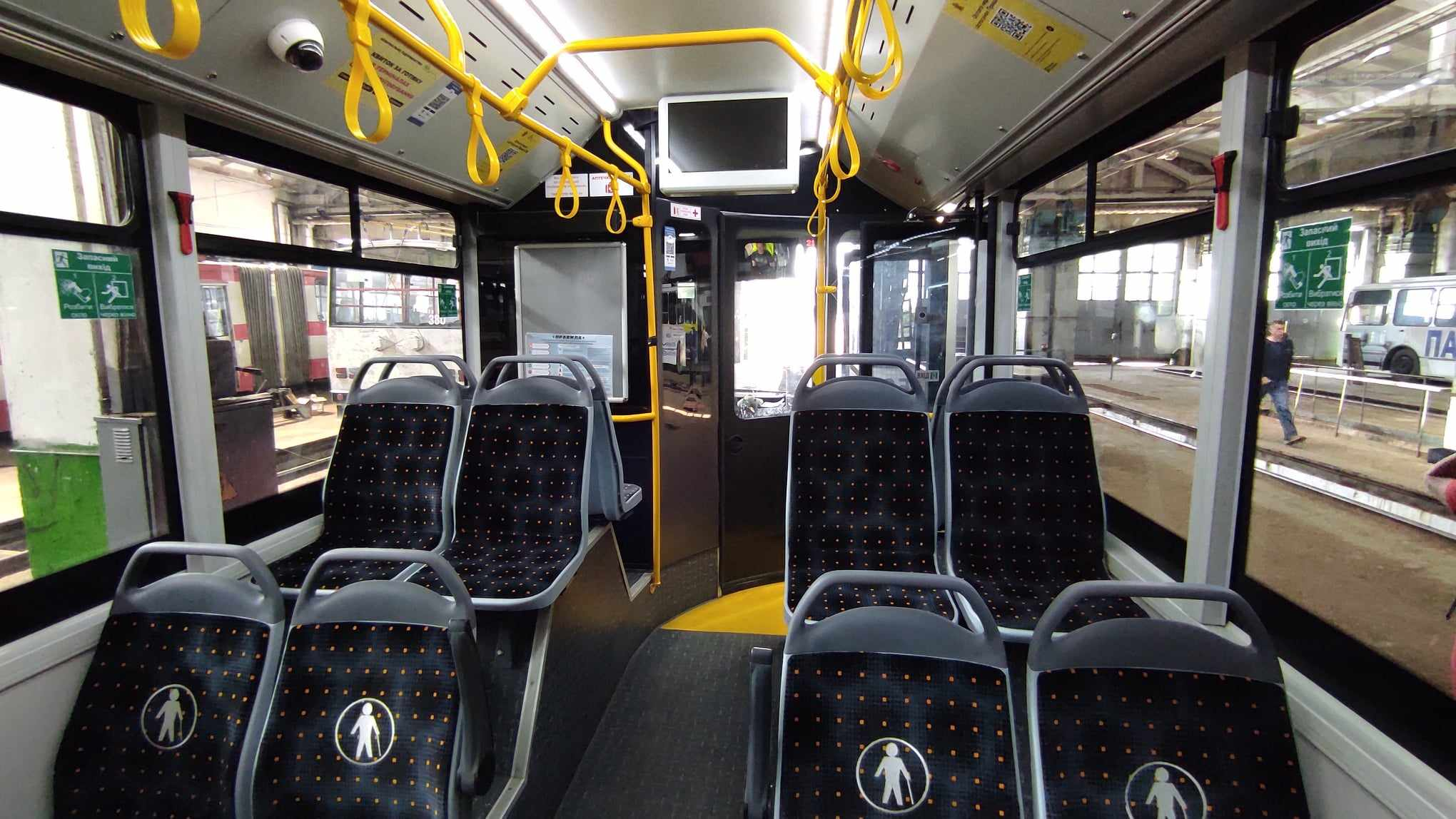
Салон тролейбуса PTS, що працює у Чернівцях

PTS 12 – низькопідлоговий тролейбус виробництва ТОВ «Політехносервіс», на базі моделі МАЗ-Етон Т203, що виготовлявся з 2019 по 2021 роки з білоруських комплектуючих. Тролейбус має можливість автономного ходу на відстань до 50 км.
PTS T12309 – низькопідлоговий тролейбус, на базі моделі AKIA ULTRA TB 12 з Туреччини, що виготовляється з 2022 року з турецьких комплектуючих.

## Постачання тролейбусів
Перша партія тролейбусів в кількості 50 одиниць була відправлена до Харкова.
До Вінниці надійшло 14 тролейбусів PTS–12 на базі МАЗ–203Т, згодом ще 7 тролейбусів поставлено на базі AKIA ULTRA TB 12.
До Чернівців впродовж 2022–2023 років надійшло 10 тролейбусів на базі AKIA ULTRA TB 12.

## Посилання

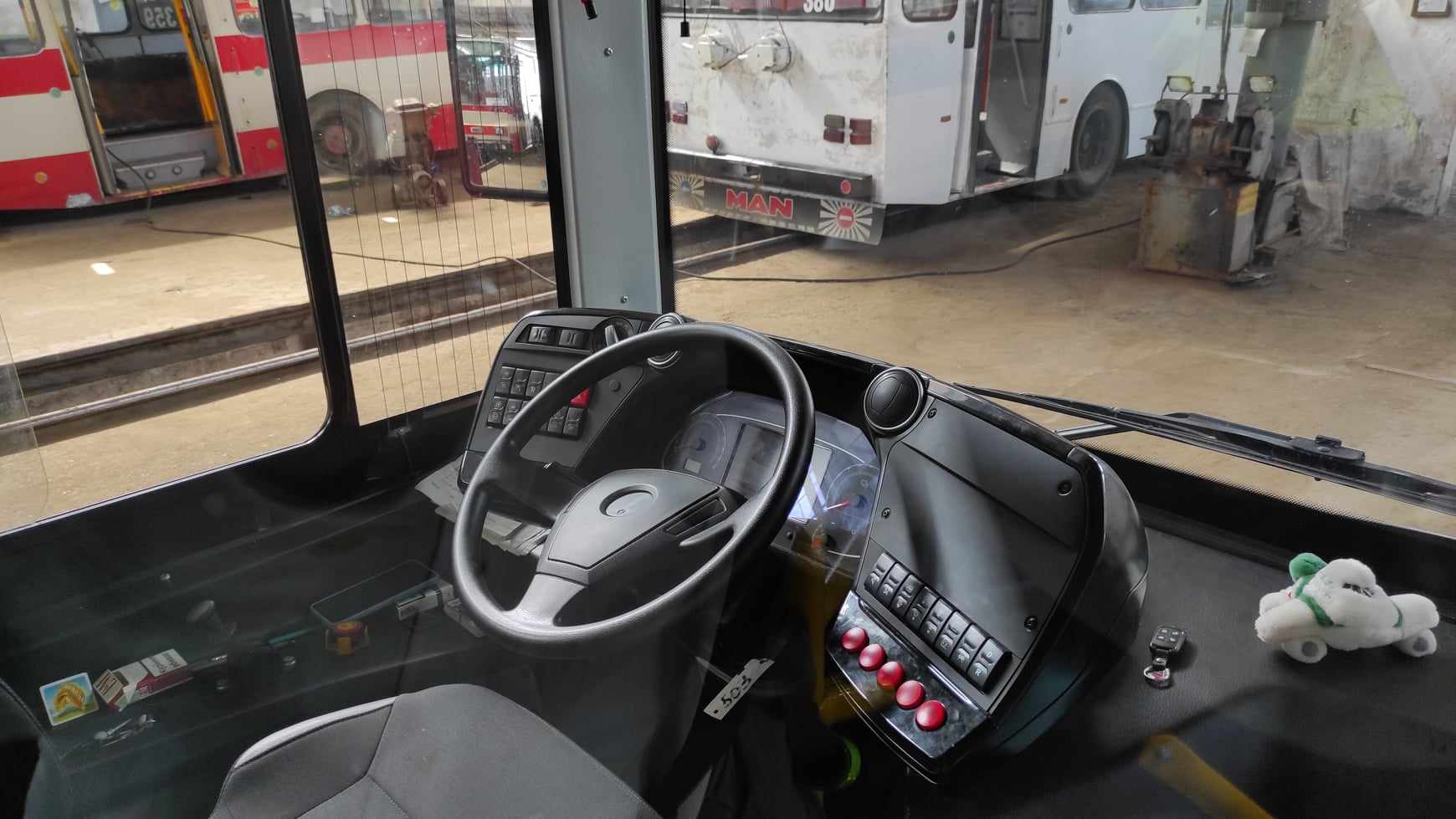
Робоче місце водія